# Raimundo Sieuve de Meneses
Raimundo Sieuve de Menezes (Angra do Heroísmo, 13 de junho de 1854 — Angra do Heroísmo, 17 de novembro de 1937) foi um político açoriano, 2.º conde de Sieuve de Menezes.

## Biografia
Nasceu em Angra do Heroísmo, filho de José Maria Sieuve de Menezes, 1.º conde de Sieuve de Menezes. Raimundo Sieuve de Menezes também ficou conhecido por Raimundo Sieuve de Seguier Camelo Borges, nome que utilizava nos seus artigos na imprensa local. Foi agraciado, por decreto de 16 de novembro de 1893, com o título de 2.º conde de Sieuve de Menezes, em memória dos serviços do pai.
Seguiu uma carreira apagada no funcionalismo público, foi chefe do corpo fiscal de rondas volantes com sede em Estremoz, tesoureiro pagador no Funchal e chefe fiscal da Alfândega de Ponta Delgada e Angra do Heroísmo, mas cedo se reformou. Ainda assim, foi procurador à Junta Geral do Distrito Autónomo de Angra do Heroísmo, presidente da Câmara Municipal de Angra do Heroísmo (1893-1895) e governador civil do Distrito Autónomo de Angra do Heroísmo (1902-1904). Foi também director da Caixa Económica de Angra do Heroísmo.
Foi director político do semanário A Terceira, ligao ao Partido Regenerador, e colaborou em vários jornais açorianos e de Lisboa. Liderou o Partido Regenerador no Distrito Autónomo de Angra do Heroísmo, mas não herdou as capacidades do pai. Quando este faleceu, em 1893, ainda tentou dar continuidade à chefia do no distrito, mas sem êxito pois perdeu a liderança para Jacinto Cândido da Silva.

## Relações familiares
Foi filho de José Maria Sieuve de Menezes, 1.º conde de Sieuve de Menezes, (20 de novembro de 1826 — 4 de Novembro de 1893) e de D. Ana Raimunda Martins Pamplona (1830 -?)
Casou em 26 de setembro de 1881 com D. Genoveva de Bettencourt de Vasconcelos e Lemos (5 de Setembro de 1860 -?), de quem teve:
1. D. José Sieuve de Menezes (15 de novembro de 1892 — 7 de abril de 1938), 3.º conde de Sieuve de Menezes, casado com D. Ana de Menezes da Cunha e Simas da Silveira Bettencourt.
2. D. Maria Benedita Sieuve de Menezes (7 de maio de 1883 -?), casado com Manuel Vitorino de Bettencourt.